# 台湾豆蜗牛
台湾豆蜗牛（学名：Pupinella swinhoei），是中腹足目豆蜗牛科Pupinella的一种。主要分布于台湾，常栖息在潮湿落叶底。